# جوزيف تشيهاك
جوزيف تشيهاك (بالتشيكية: Josef Čihák)‏ مواليد 19 مارس 1963 في بلزن، تشيكوسلوفاكيا، هو لاعب كرة مضرب تشيكي سابق بدأ مسيرته كمحترف سنة 1985 وكان يلعب باليد اليمنى. أعلى تصنيف له في الفردي كان المركز الـ 72 في سنة 1987. أعلى تصنيف له في الزوجي كان المركز الـ 57 في سنة 1989.

## النهائيات

### الفردي: (3)
| الرقم | السنة | الدورة                            | الأرضية | المنافس في النهائي | النتيجة في النهائي |
| ----- | ----- | --------------------------------- | ------- | ------------------ | ------------------ |
| 1.    | 1984  | بيلفلد، ألمانيا الغربية           | ترابية  | بيتر إلتر          | 6–2, 7–5           |
| 2.    | 1988  | بسكارا، إيطاليا                   | ترابية  | جيراردو فاكرزا     | 6–4, 6–3           |
| 3.    | 1988  | بطولة الدار البيضاء للتنس، المغرب | ترابية  | ديفيد دي ميغيل     | 6–4, 6–2           |

### الزوجي: (11)
| الرقم | السنة | الدورة                            | الأرضية | الشريك         | المنافس في النهائي                | النتيجة في النهائي |
| ----- | ----- | --------------------------------- | ------- | -------------- | --------------------------------- | ------------------ |
| 1.    | 1985  | باهيا، البرازيل                   | صلبة    | توم نيجسن      | إميليو سانشيز فيكتور بيسي         | 6–4, 6–3           |
| 2.    | 1987  | بودابست، المجر                    | ترابية  | سيريل سوك      | كريستر ألجارده ديفيد إنجل         | 6–2, 7–6           |
| 3.    | 1988  | القاهرة، مصر                      | ترابية  | سيريل سوك      | روبرتو أرغيو مارسيلو إنغارامو     | 6–3, 6–2           |
| 4.    | 1988  | أكادير، المغرب                    | ترابية  | سيريل سوك      | خوسيه لوبيز مايسو ألبرتو توس      | 6–2, 6–2           |
| 5.    | 1988  | سان مارينو                        | ترابية  | كريستر ألجارده | جوام كونا إي سيلفا يورغن وينداهل  | 6–4, 6–2           |
| 6.    | 1988  | بطولة الدار البيضاء للتنس، المغرب | ترابية  | سيريل سوك      | أرنو بوتش دينيس لانجاسكنز         | 6–2, 6–0           |
| 7.    | 1989  | الدار البيضاء، المغرب             | ترابية  | مارك كوفرمانس  | مارسيلو إنغارامو كريستيان مينيوسي | 6–4, 6–4           |
| 8.    | 1989  | أكادير، المغرب                    | ترابية  | سيريل سوك      | بريت ديكنسون يورغن وينداهل        | 6–3, 6–3           |
| 9.    | 1990  | أكادير، المغرب                    | ترابية  | سيريل سوك      | عمر كمبورس دييغو نارجيسو          | فوز سهل            |
| 10.   | 1991  | بورتو، البرتغال                   | ترابية  | توماس أنزاري   | خوان كارلوس باجونا أندريس غوميز   | 7–5, 6–2           |
| 11.   | 1991  | بسكارا، إيطاليا                   | ترابية  | توماس أنزاري   | يوهان دونار جون سوبل              | 6–3, 6–4           |

## روابط خارجية
- جوزيف تشيهاك على موقع رابطة محترفي التنس (الإنجليزية)
- جوزيف تشيهاك على موقع الاتحاد الدولي لكرة المضرب (الإنجليزية)
- جوزيف تشيهاك على موقع خلاصة التنس.كوم (الإنجليزية)